# SNCF Mobilités
SNCF Mobilités était l'un des trois établissements publics à caractère industriel et commercial (EPIC) composant la Société nationale des chemins de fer français (SNCF) entre le 1er janvier 2015 et le 31 décembre 2019.
Créée dans le cadre de la réforme ferroviaire réunissant Réseau ferré de France (RFF) et la SNCF, SNCF Mobilités était responsable de l'exploitation des trains de voyageurs et de fret.
La société anonyme à capitaux publics SNCF Voyageurs, créée le 1er janvier 2020, est en partie issue de SNCF Mobilités.

## Historique
Le 30 octobre 2012, le ministre des transports Frédéric Cuvillier annonce la réunification de Réseau ferré de France (RFF) et de la SNCF au sein d'un groupe public ferroviaire unifié.
La loi portant réforme du système ferroviaire est adoptée le 4 août 2014. Elle prévoit la création de trois établissements publics à caractère industriel et commercial : SNCF, SNCF Réseau et SNCF Mobilités.
La nouvelle organisation de la SNCF entre en vigueur le 1er janvier 2015. Réseau ferré de France, SNCF Infra et la Direction de la circulation ferroviaire sont regroupés au sein de SNCF Réseau tandis que le reste de la SNCF devient SNCF Mobilités.
À sa création, SNCF Mobilités employait environ 95 000 personnes (près des 2/3 des effectifs de la SNCF).
Le décret no 2015-138 du 10 février 2015, relatif aux missions et aux statuts de SNCF Mobilités, prévoit que la nouvelle organisation entre en vigueur au plus tard au 1er juillet 2015.
En mars 2016, SNCF Mobilités annonce une dépréciation de 2,2 milliards d'euros. Fin 2015, la dette de SNCF Mobilités était de 7,8 milliards d'euros.
Le 1er janvier 2020, alors que la SNCF et ses filiales deviennent des sociétés anonymes, une nouvelle organisation du groupe est mise en place : SNCF Gares & Connexions est transférée à SNCF Réseau, les activités de fret ferroviaire sont regroupées au sein de Rail Logistics Europe tandis que les filiales Geodis et Keolis sont rattachées directement à la société mère. Une nouvelle société anonyme baptisée « SNCF Voyageurs » est créée pour chapeauter toutes les activités de transport de voyageurs,.

## Organisation
SNCF Mobilités comportait jusqu'en 2019 trois branches d'activités :
- SNCF Voyageurs englobait toutes les activités de transport de voyageurs dont Intercités, Ouigo, RER, TER, TGV, TGV inOui, Transilien, les filiales Eurostar, Lyria et Thalys ainsi que Voyages SNCF et SNCF Gares & Connexions ;
- SNCF Logistics, regroupait les activités de fret ferroviaire notamment Fret SNCF et VFLI mais également de transport routier de marchandises et de logistique (Geodis) ;
- Keolis, filiale de transport en commun urbain (bus, tramway, métro, entre autres).